# Mare de Déu del Guilar
La Mare de Déu del Guilar (SANCTA MARIA D’AQUILARIO) és un monument del municipi d'Argelaguer protegit com a bé cultural d'interès local.

## Descripció

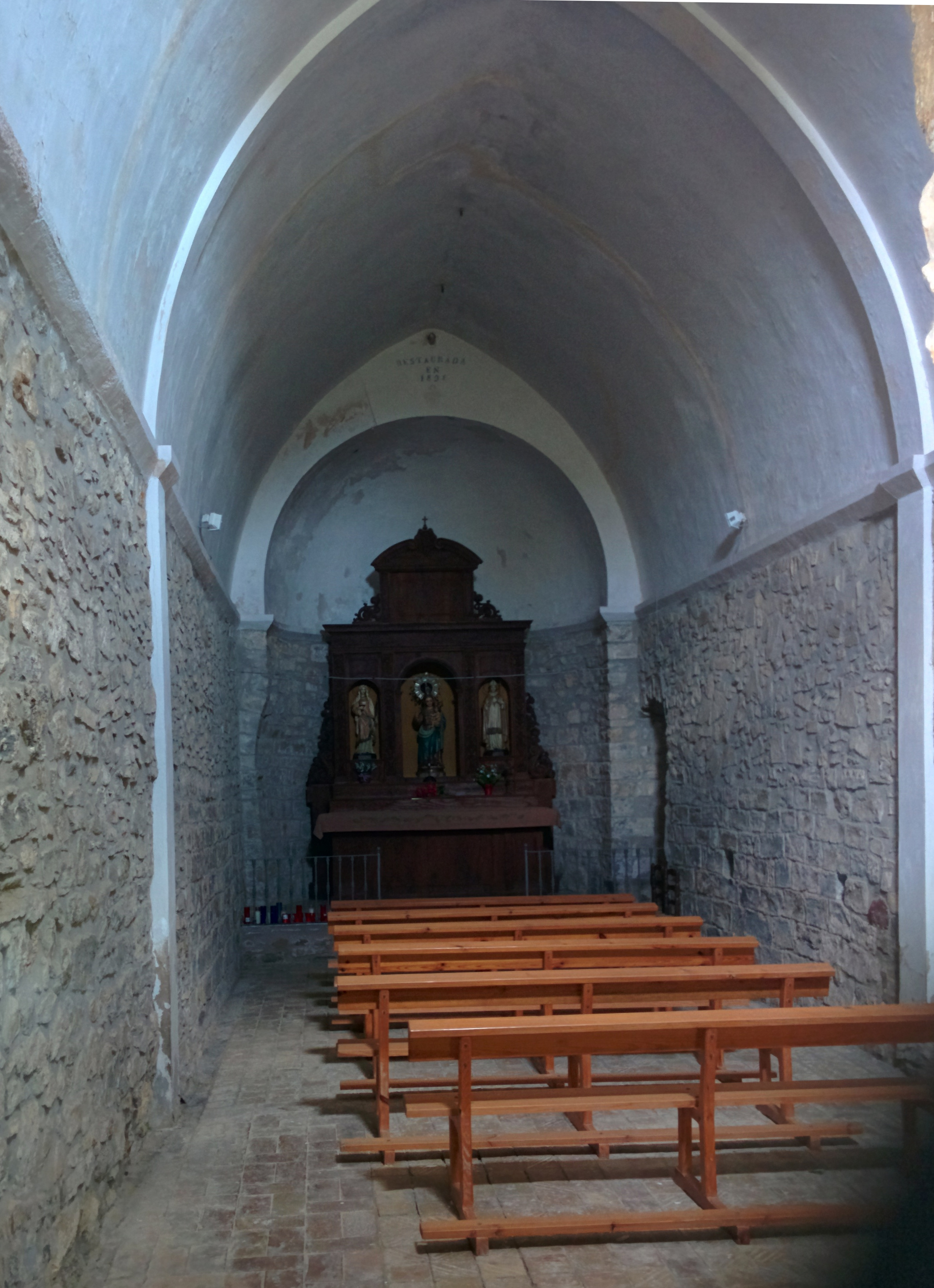

Petit santuari marià, ubicat a la carena del Puig de l'Aguilar, a la Serra de Fontanals, a una altitud lleugerament superior als 300 metres, a la dreta del riu Fluvià. En origen s'anomenava: Santa Maria de l'Aguilar.
El seu origen és romànic malgrat que nombroses reformes posteriors han desfigurat la seva fàbrica primitiva. A l'interior del temple, després de la restauració portada a terme l'any 1976, és perfectament apreciable el seu origen restant la meitat del temple, més o menys. L'edifici, de només una nau amb volta apuntada, té un absis semicircular que té una petita espitllera cega.
La porta d'entrada, a ponent, és sota un ample porxo. A migdia, a tocar d'absis, hi ha una sagristia afegida. El campanar, de planta quadrada i aixecat en temps de l'ampliació del temple, és a la banda nord.
La pica es troba a l'exterior de l'església, guardada per un ampli porxo. Té una decoració feta a base de grans fullatges estilitzats. Porta gravada la data 1741 en la part frontal. Va ser feta amb pedra calcària nummulítica de Girona. Té una llargada exterior de 59 cm, una d'interior de 47 cm. l'alçada és de 30 cm i l'amplada de 35 cm.

## Història

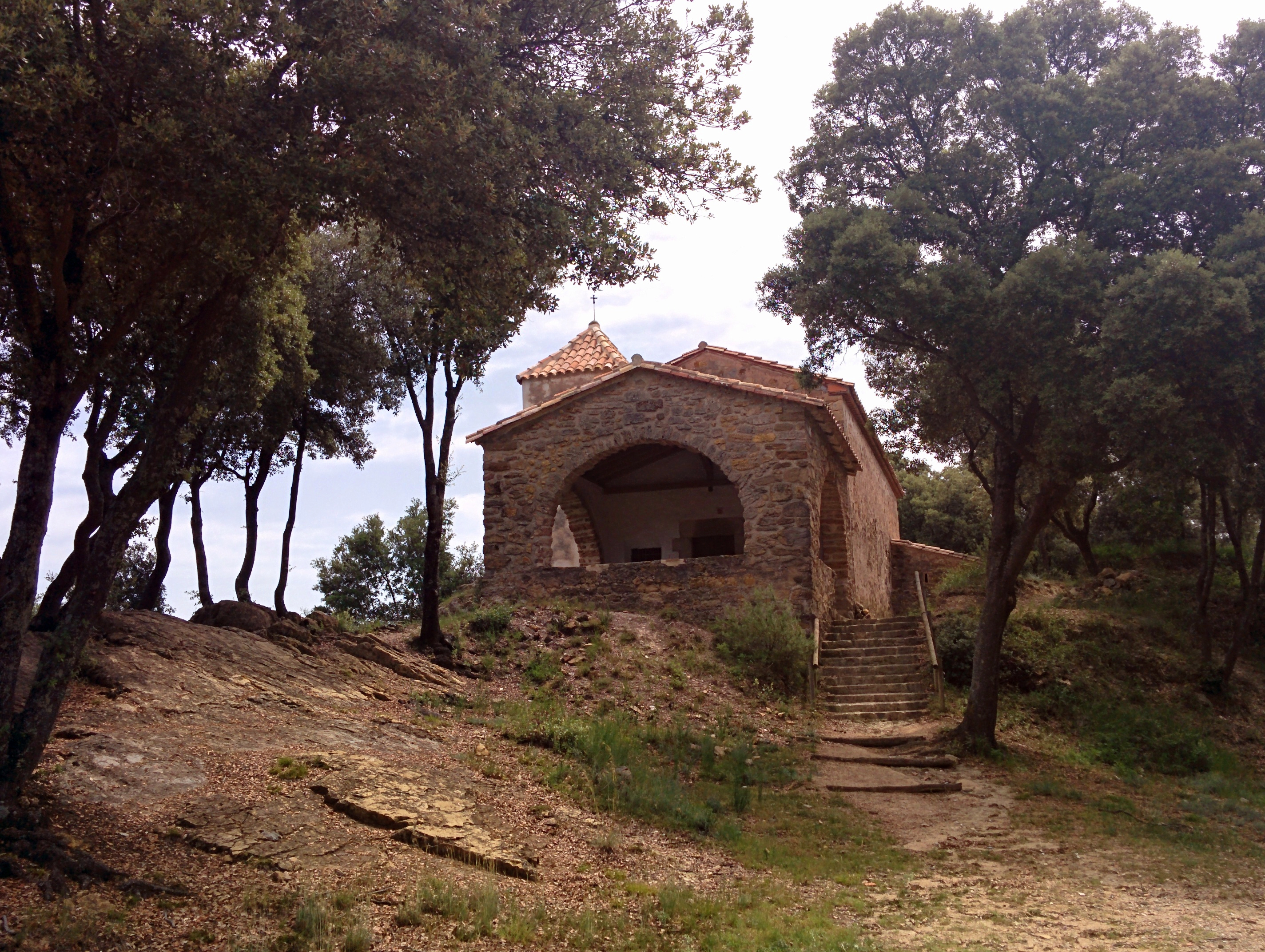

La capella de Santa Maria del Guilar va ser bastida, probablement, en temps de Pere d'Albis –marit de Dolça de Montpalau-, entre finals del segle xii i principis del XIII, la qual ja s'esmenta, documentalment, a la segona meitat de la tretzena centúria. prop de la seva casa forta de la qual avui només es conserven alguns murs enderrocats. Els Albis, una nissaga de cavallers dedicats a la guerra, van residir en aquest puig Aquilare (Aguilar) entre els segles XII i XIV, i utilitzaven com a distintiu heràldic una àliga [Aquila] en al·lusió al seu lloc d'origen. Possiblement, el nom Albis provingui d'albus [blanc], per la constitució guixenca del terreny.
Durant la baixa edat mitjana [segles XI a XIV] va ser habitual la creació d'ecclesiecastri, és a dir, petites esglésies aixecades per famílies senyorials dintre o molt a prop de les seves cases fortes per tal de cohesionar els vassalls.
Inicialment, Sancta Maria d'Aquilario era una capella votiva -és a dir, construïda arran d'una devoció personal de reduïdes dimensions, aproximadament la meitat de l'actual. Apareix ja documentada a la segona meitat del segle xiii, i tota la finca va ser venuda l'any 1352 a una família de pagesos que adoptà el cognom Albis sense tenir-hi cap lligam previ. Tres segles després, l'any 1656, va ser adquirida pels Solà de Batet.
El temple fou abastament ampliat al segle xviii.
La devoció popular canta uns goigs dedicats a la Mare de Déu del Guilar, on es fa un aplec el dia 1 de maig i també el primer diumenge de setembre, concorregut per la gent d'Argelaguer, principalment.

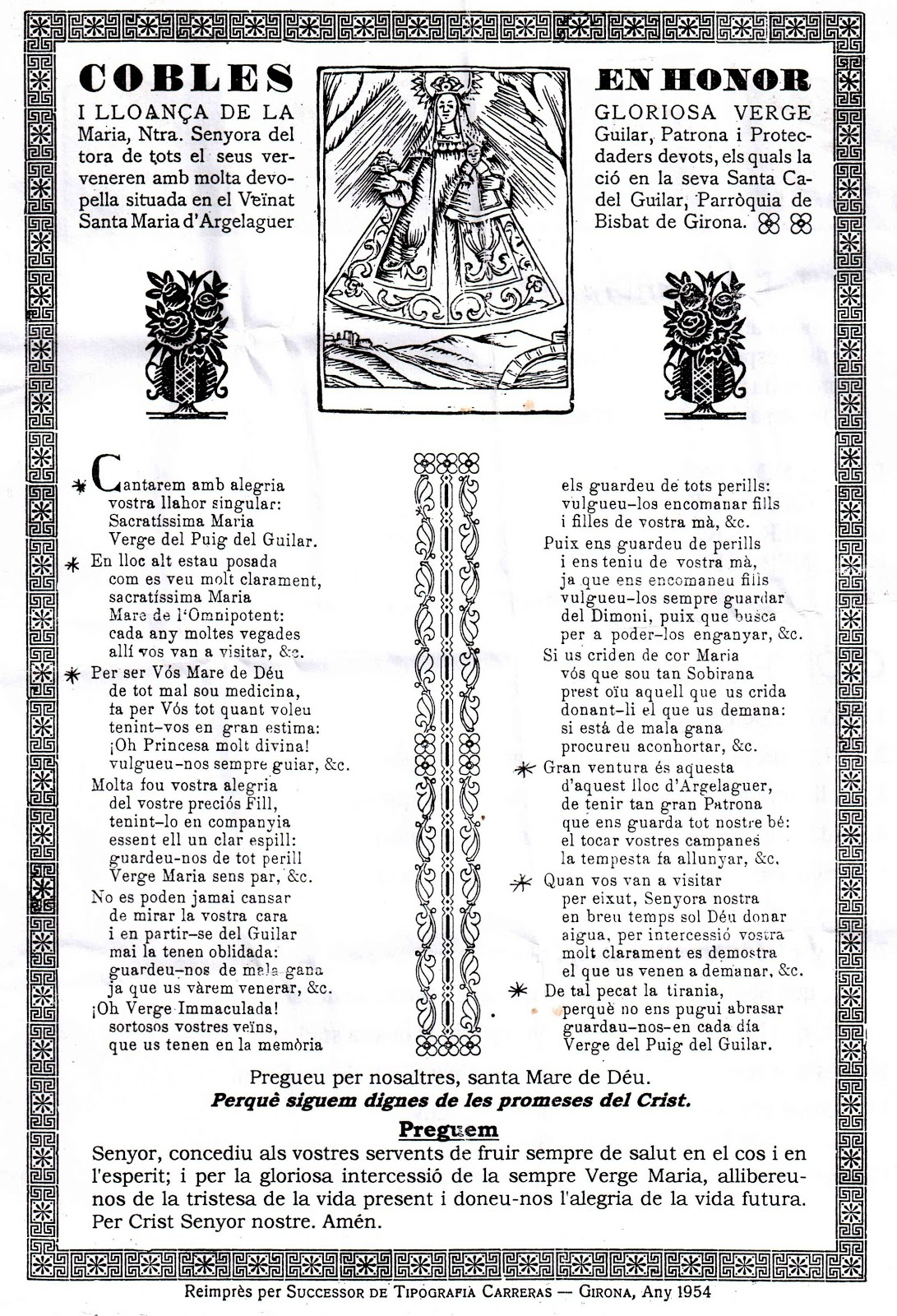
Goig a Santa Maria del Guilar (Argelaguer)

## L’arquitectura de l'edifici
Es tracta d'un edifici molt senzill, d'una sola nau i planta rectangular amb capçalera a llevant. La nau és coberta amb volta de canó apuntada i l'àbsis semicircular, amb una finestra central cega. Des de l'àbsis s’accedeix a la petita sagristia, de fàbrica posterior.
L'any 1976 es va dur a terme la restauració de l'interior, que va evidenciar les dues èpoques constructives del temple: la part primitiva, romànica, a la banda de llevant, feta amb carreus grans, ben polits i alineats. Més tard, una ampliació posterior va duplicar l'espai interior de la capella aprofitant l'antic porxo.
El nou porxo, amb coberta de doble vessant i d'alçada inferior a l'edifici, emmarca l'entrada de la capella. La porta és a doble batent i hi trobem també dues finestres laterals enreixades; sobre la porta, una petita espitllera cega i, per damunt d'aquesta, una rosassa que il·lumina l'interior de la capella.
A la banda de tramuntana hi trobem la torre del campanar, amb teulat punxegut a quatre vents i dues obertures per a les campanes, tot i que avui només se n’hi troba una, la Faustina.

## Sabies que…?
A la Mare de Déu del Guilar s’hi venerava una imatge de la Verge amb el Nen que va ser destruïda l'any 1936, juntament amb una figura de Sant Marc. Es tractava d'una talla d'alabastre del segle xv que representava la Verge donant una magrana, símbol de fecunditat i esperança, al Nen. L'any 1948, la figura desapareguda va ser substituïda per una talla de l'escultor olotí Narcís Salgueda inspirada en la imatge original.
També va ser llavors quan es va col·locar el retaule de l'altar, fet de fusta de castanyer, projectat per l'arquitecte Manuel de Solà-Morales i produït als tallers Casas d'Olot. A banda i banda de la marededéu del Guilar hi trobem les figures de sant Grau i santa Llúcia, ambdues provinents de la capella de Sant Sebastià d'Argelaguer.